# 宮永治郎
宮永 治郎（みやなが じろう、1969年10月1日 - ）は、日本の作曲家、編曲家、ギタリスト、ベーシスト。

## 略歴
神奈川県横浜市生まれ。血液型AB型。千葉県立東葛飾高等学校、上智大学文学部教育学科卒業。
1998年に東芝EMIよりwaterのギタリストとしてメジャー・デビュー。現在、尚美ミュージックカレッジ専門学校講師。

## 提供作品
エグスプロージョン
- 「小野妹子 -遣隋使-」（編曲・ギター・ベース）
- 「熊本城のうた」（編曲・ギター・ベース）
- 「GOHST?」（pal@popと共編曲）
- 「千利休」（編曲・ギター・ベース）
- 「ROCK in 大覚寺」（編曲・ギター・ベース）
- 「オムライス」（編曲・ギター・ベース）
- 「バーテンダー」（編曲・ギター・ベース）
- 「ペロリスト」（編曲・ギター・ベース）

小関舞
- 「お別れのKISS」（編曲）

織田裕二
- 「今、ここに君はいる In Paris」（編曲）[6]

Kis-My-Ft2
- 「Hair」（編曲）
- 「FIRE BEAT」（編曲）
- 「蛹」北山宏光（編曲）
- 「アイノビート -Rock ver.- 」（編曲）
- 「JET! SET!! GO!!!」（編曲）

ClariS
- 「ユニゾン」（編曲）

昆夏美
- 「PROMPT」（編曲）

島谷ひとみ
- 「Take me home」（編曲）

SCANDAL
- 「BEAUTeen!!」（ユトリロンと共編曲）
- 「Emotion」（ユトリロンと共編曲）
- 「ロックンロール・ウィドウ」（ユトリロンと共編曲）
- 「secret base 〜君がくれたもの〜」（編曲）

ZONE
- 「メイク・ユア・ムーヴ 〜行動をおこせ〜」（共編曲）（虎じろう名義）（川上シゲとの共作）[7]）
- 「secret base 〜君がくれたもの〜」（編曲）（虎じろう名義）
- 「新・僕はマグマ」（編曲）（虎じろう名義）
- 「ボクらはサンタ」（編曲）（虎じろう名義）
- 「夢ノカケラ・・・」（編曲）（虎じろう名義）
- 「JET」（編曲）
- 「Arigato」（作曲・編曲）
- 「風のはじまる場所」（阿部靖広と共編曲）

高橋愛・田中れいな・夏焼雅
- 「十人十色三者三様」（編曲）

高見沢俊彦
- 「Stand Up Baby (Punk Mix)」（高見沢俊彦と共編曲）[8]

チャオ ベッラ チンクエッティ
- 「一期一会」（編曲）

TRF
- 「Silence whispers」（作曲・編曲・ギター）
- 「lights and any more」（作曲・編曲）[9]

AAA
- 「CRAZY GONNA CRAZY」（編曲・ギター）[10]

ハロー!プロジェクト関連
- アンジュルム
  - 「出すぎた杭は打たれない」（魚住有希と共編曲・ギター・ベース）
  - 「魔女っ子メグちゃん」（編曲）
  - 「フラグをぶっ壊せ!」竹内朱莉・室田瑞希・太田遥香・伊勢鈴蘭（作曲・編曲）
  - 「THANK YOU, HELLO GOOD BYE」（編曲）

- OCHA NORMA
  - 「Good Luckの胸騒ぎ」（編曲）

- 金澤朋子
  - 「黄色い線の内側で並んでお待ちください」（編曲）

- カントリー・ガールズ
  - 「Good Boy Bad Girl」（編曲）

- きら☆ぴか
  - 「はなをぷーん」（MenMenと共編曲・ギター）
  - 「ふたりはNS」（編曲・ギター）

- こぶしファクトリー
  - 「TEKI」（編曲）
  - 「シャララ!やれるはずさ」（編曲・ギター・ベース）
  - 「ナセバナル」（編曲）
  - 「開き直っちゃえ!」（編曲）
  - 「青春の花」（編曲）
  - 「スタートライン」（編曲）

- Juice=Juice
  - 「GIRLS BE AMBITIOUS」（中島卓偉と共編曲・ギター・ベース）
  - 「GIRLS BE AMBITIOUS! 2022」（中島卓偉と共編曲・ギター・ベース）

- 千
  - 「青空」（編曲・ギター）

- 月島きらり starring 久住小春 (モーニング娘。)
  - 「パパンケーキ」（編曲・ギター）

- つばきファクトリー
  - 「君と僕の絆 feat.KIKI」（編曲）

- ハロプロ研修生
  - 「アニマルランド」（編曲）

- Buono!
  - 「初恋サイダー」（編曲・ギター）

- メロン記念日
  - 「お願い魅惑のターゲット」（編曲）
  - 「Crazy Happy!」（編曲）
  - 「ロマンチックを突き抜けろ! 〜Break it now〜」（作曲・編曲・ギター）
  - 「ALL AROUND ROCK」（編曲・ギター）
  - 「愛だ! 今すぐROCK ON!」（編曲・ギター）

MARIA
- 「HEART☆BEAT」（安原兵衛と共編曲）
- 「JUMP」（安原兵衛と共編曲）
- 「high×2 フライング☆」（安原兵衛と共編曲）

三浦祐太朗
- 「さよならの向う側」（編曲・プロデュース）
- 「秋桜」（編曲・プロデュース）
- 「謝肉祭」（編曲・プロデュース）
- 「イミテイション・ゴールド」（編曲・プロデュース）
- 「夢先案内人」（編曲・プロデュース）
- 「プレイバックpart2」（編曲・プロデュース）
- 「曼珠沙華」（編曲・プロデュース）
- 「いい日旅立ち」（編曲・プロデュース）

宮本佳林
- 「どうして僕らにはやる気がないのか(2021)」（編曲）

LoVendoЯ
- 「普通の私 ガンバレ!」（編曲・ベース）
- 「Desert of a moonlit night 〜月夜の砂漠〜」（魚住有希と共編曲・ギター・ベース・アコースティックギター・マンドリン）
- 「Princess of lone castle 〜孤城の姫君〜」（宮澤茉凜と共編曲・ベース）
- 「宝物」（編曲・ベース・12弦ギター）
- 「イツワリ」（編曲）
- 「YELL 〜あなたに贈る〜」（宮澤茉凜と共編曲）
- 「不器用」（編曲・ベース・12弦ギター・アコースティックギター）
- 「むせび泣く」（編曲・ベース・12弦ギター・アコースティックギター）
- 「BINGO」（編曲・ベース・12弦ギター・アコースティックギター）
- 「だけどもう一度 それでももう一度」（編曲・ベース・12弦ギター・アコースティックギター）
- 「イクジナシ」（編曲・ギター・ベース・アコースティックギター）
- 「UNDERGROUNDER」（編曲・ギター・ベース・アコースティックギター）
- 「この世に真実の愛が一つだけあるなら」（板垣祐介と共編曲・ギター・ベース・アコースティックギター）
- 「Stonez!!」（編曲・ギター・ベース・アコースティックギター）
- 「少年」（編曲・ギター・ベース・アコースティックギター）

### アニメ・ゲームソング関連
銀河機攻隊 マジェスティックプリンス
- 「Girls Of Summer」（作曲・編曲・ギター・ベース）
- 「ダメ×ダメ=」（編曲・ギター・ベース）
- 「雨の匂いで」（編曲・ギター・アコースティックギター）

萌えCanちぇんじ!
- オープニングテーマ「NO RULE〜超Listen!〜」（作曲・編曲・ギター・ベース）

魔法戦士リウイ
- オープニングテーマ「Twinkle Trick」（作詞・作曲・編曲・ギター）

陰陽大戦記
- オープニングテーマ「君となら」（編曲・プロデュース）

## レコーディング参加
※特記以外はギターでの参加。
大江千里
- 「風が吹いている」

芦田愛菜
- 「愛菜のラブリーロックンロール」

上戸彩
- 「夢のチカラ」

エグスプロージョン
- 「本能寺の変」

Crystal Kay
- 「Good Morning Sue」

こぶしファクトリー
- 「辛夷の花」

矢井田瞳
- 「nothing」
- 「YOUR SONG」

## オリジナルサウンドトラック
- サイコメトラーEIJI[12]

## ライブ・ツアー参加
- 石川さゆり[13]
- 大江千里
- 大塚愛
- 川本真琴[14]
- Crystal Kay
- 高見沢俊彦[15]
- Tina[16]
- 千秋
- 中西圭三
- hitomi[17]
- 藤田流藤田六郎兵衛
- BoA
- 水谷千重子[18]
- 観月ありさ[19]
- ソンジェfrom超新星 (音楽グループ)[20]

など

## CM音楽制作
- 日立野菜中心蔵　大塚寧々主演
  - (作曲、編曲、演奏。歌:大塚寧々)　1996年

- ポンズダブルホワイトエッセンス　香椎由宇主演
  - 2002年[21]

## 音楽監督
- THE  CONVOY[22][23][24]

- フジアナスタジオ まる生[25]

## 音楽ディレクション
- ミノタウロス - YouTuber カリスマブラザーズ「みの」率いるバンド[26]

## 舞台演奏
※特記以外はギターでの参加。
- 日本版RENT　(2008年-現在)[27]

- 20th記念来日ツアーRENT　2016年(日本人として唯一参加)[28]

- リトル・ショップ・オブ・ホラーズ[29]

## 楽器指導 (ギター、ベース)
- ZONE[30]

- SCANDAL
- たんこぶちん
- LoVendoЯ